# Demografia dell'Ecuador
La maggior parte della popolazione dell'Ecuador ha radici genetiche in uno o più di tre grandi gruppi etnici stanziatisi nel territorio a seguito di grandi migrazioni umane: la popolazione indigena precolombiana, attestata in varie località ecuadoriane a partire da 15.000 anni fa, gli Europei - principalmente Spagnoli - arrivati grosso modo cinque secoli fa, ed infine i discendenti degli schiavi provenienti dall'Africa sub-sahariana tratti nel continente sudamericano nello stesso periodo. La mescolanza di uno o più di questi gruppi ha dato vita a nuove etnie miste.
I meticci, etnia formata dall'incrocio tra Europei (conquistadores o discendenti dei coloni spagnoli) con la popolazione aborigena, costituiscono di gran lunga il gruppo etnico più numeroso, abbracciando il 71.9% della popolazione. La popolazione bianca si aggira attorno al 6.1%; si tratta prevalentemente dei discendenti della classe predominante dei coloni, che non hanno contratto legami interrazziali. La maggior parte della popolazione dell'Ecuador si originò durante l'era coloniale spagnola; il termine criollos fu coniato per distinguere gli spagnoli nati nella colonia dagli spagnoli peninsulares, cioè nati nella madrepatria. Il gruppo creolo comprendeva anche discendenti diretti di altri paesi europei, tra cui in particolare Italia, Germania e Francia. Gli amerindiani si attestano attorno al 7% della popolazione, e costituiscono il terzo gruppo etnico più numeroso. Il gruppo etnico degli Afro-Ecuatoriani comprende mulatti (incrocio tra Europei e Africani) e zambos (incrocio tra indigeni e Africani).

## Popolazione

### Censimenti
I censimenti in Ecuador sono condotti dall'istituzione governativa nota come INEC, Instituto Nacional de Estadisticas y Censos e hanno luogo ogni dieci anni.
L'ultimo censimento, effettuato nel 2011, aveva come obbiettivo una mappatura più precisa della popolazione rurale. Condotto tra novembre e dicembre del 2010, i risultati vennero pubblicati il 27 gennaio del 2011.
La tabella seguente mostra i dati dei due ultimi censimenti.
| № | Data            | Popolazione | Densità | Cambiamenti rispetto al censimento precedente |
| - | --------------- | ----------- | ------- | --------------------------------------------- |
| 1 | Censimento 2001 | 12,156,608  | 53.8    |                                               |
| 2 | Censimento 2010 | 14,306,876  | 55.8    | +14%                                          |

Indici di crescita:
| № | Lasso di tempo | Crescita |
| - | -------------- | -------- |
| 1 | 1950–1962      | 2.96%    |
| 2 | 1962–1974      | 3.10%    |
| 3 | 1974–1982      | 2.62%    |
| 4 | 1982–1990      | 2.19%    |
| 5 | 1990–2001      | 2.05%    |
| 6 | 2001–2010      | 1.52%    |

### Statistiche delle Nazioni Unite
Secondo le statistiche risalenti al 2015, consultabili nel rapporto World Population Prospects, la popolazione complessiva dell'Ecuador si attestava attorno ai 16,144,000, mentre nel 1950 si riscontravano solamente 3,470,000 persone censite. Nel 2015, la percentuale della popolazione sotto i 15 anni era del 29.0%, 63.4% della popolazione aveva tra i 15 e i 65 anni, mentre il 6.7% era più anziano di 65 anni.
| Totale della popolazione (x 1000) | 0–14 (%) | 15–64 (%) | 65+ (%) |     |
| --------------------------------- | -------- | --------- | ------- | --- |
| 1950                              | 3 470    | 39.5      | 55.2    | 5.3 |
| 1955                              | 3 957    | 41.6      | 53.5    | 4.9 |
| 1960                              | 4 546    | 43.3      | 52.0    | 4.7 |
| 1965                              | 5 250    | 44.5      | 51.0    | 4.5 |
| 1970                              | 6 073    | 44.3      | 51.5    | 4.3 |
| 1975                              | 6 987    | 43.7      | 52.2    | 4.1 |
| 1980                              | 7 976    | 41.8      | 54.1    | 4.1 |
| 1985                              | 9 046    | 40.0      | 55.9    | 4.1 |
| 1990                              | 10 218   | 38.2      | 57.5    | 4.3 |
| 1995                              | 11 441   | 36.3      | 59.1    | 4.6 |
| 2000                              | 12 629   | 34.7      | 60.3    | 5.0 |
| 2005                              | 13 735   | 32.6      | 62.4    | 5.5 |
| 2010                              | 14 935   | 30.7      | 63.4    | 6.1 |
| 2015                              | 16 144   | 29.0      | 63.4    | 6.7 |

### Statistiche riferite al genere[5]
I seguenti dati si riferiscono al 01.07.2013. Le stime escludono le popolazioni locali nomadi.
|       | Uomini    | Donne     | Totale     | %     |
| ----- | --------- | --------- | ---------- | ----- |
| Total | 7,815,935 | 7,958,814 | 15,774,749 | 100   |
| 0–4   | 864,669   | 826,731   | 1,691,400  | 10.72 |
| 5–9   | 854,691   | 816,503   | 1,671,194  | 10.59 |
| 10–14 | 815,838   | 783,725   | 1,599,563  | 10.14 |
| 15–19 | 756,376   | 737,082   | 1,493,458  | 9.47  |
| 20–24 | 685,997   | 682,849   | 1,368,846  | 8.68  |
| 25–29 | 620,881   | 635,987   | 1,256,868  | 7.97  |
| 30–34 | 559,055   | 593,148   | 1,152,203  | 7.30  |
| 35–39 | 495,340   | 538,054   | 1,033,394  | 6.55  |
| 40–44 | 437,744   | 476,215   | 913,959    | 5.79  |
| 45–49 | 387,618   | 419,090   | 806,708    | 5.11  |
| 50–54 | 336,267   | 360,935   | 697,202    | 4.42  |
| 55–59 | 279,746   | 298,503   | 578,249    | 3.67  |
| 60–64 | 223,411   | 238,973   | 462,384    | 2.93  |
| 65–69 | 172,623   | 187,448   | 360,071    | 2.28  |
| 70–74 | 128,033   | 142,255   | 270,288    | 1.71  |
| 75–79 | 89,929    | 101,191   | 191,120    | 1.21  |
| 80–84 | 57,585    | 64,467    | 122,052    | 0.77  |
| 85–89 | 31,289    | 34,891    | 66,180     | 0.42  |
| 90–94 | 13,655    | 15,370    | 29,025     | 0.18  |
| 95–99 | 4,898     | 5,145     | 10,043     | 0.06  |
| 100+  | 290       | 252       | 542        | 0.03  |

| Età   | Uomini    | Donne     | Totale    | Percentuale |
| ----- | --------- | --------- | --------- | ----------- |
| 0–14  | 2,535,198 | 2,426,959 | 4,962,157 | 31.46       |
| 15–64 | 4,782,435 | 4,980,836 | 9,763,271 | 61.89       |
| 65+   | 498,302   | 551,019   | 1,049,321 | 6.65        |

### Statistiche del CIA World Factbook
I seguenti dati demografici sono tratti dal CIA World Factbook (dove non diversamente indicato).
Popolazione: 15,007,343 (stima del luglio 2011)
Età media:
- Totale: 25.7 anni
- Uomini: 25 anni
- Donne: 26.3 anni (al 2011)

Tasso di crescita della popolazione:
Tasso di migrazione:
- -0.52 migranti/1,000 (2003)
- -0.81 migranti/1,000 (2009)

Rapporto uomini/donne (2009):
- alla nascita: 1.05 uomini/donne
- sotto i 15 anni: 1.04 uomini/donne
- 15–64 anni: 0.97 uomini/donne
- 65 anni e oltre: 0.93 uomini/donne
- totale popolazione: 0.99 uomini/donne

Tasso di incidenza di malati di HIV/AIDS:
0.3% (2007)
Religione:
- Cattolici romani: circa 95%
- Protestanti: circa 4%
- Ebrei: meno del 0.002%
- Cristiani ortodossi: sotto il 0.2%
- Musulmani: circa 0.001%
- Buddisti: sotto il 0.15%
- Animisti: sotto il 0.5%
- Atei e agnostici: 1%

Lingue
Spagnolo (ufficiale)
Lingue native americane:
- Achuar-Shiwiar – 2,000 parlanti nella provincia di Pastaza. Anche conosciuti come: Achuar, Achual, Achuara, Achuale.
- Chachi – 3,450 parlanti nelle provincie di Esmeraldas, Cayapas, los Rios. Anche conosciuti come: Cayapa, Cha' Palaachi.
- Colorado – 2,300 parilannti nella provincia di Santo Domingo de los Colorados. Anche conosciuti come: Tsachila, Tsafiki.
- Quechua – 1'460,000 parlanti divisi in 9 dialetti, diffusi in diverse aree del Paese
- Shuar – 46,669 parlanti (2000). Provincia di Morona-Santiago. Anche conosciuti come: Jivaro, Xivaro, Jibaro, Chiwaro, Shuara.
- Waorani – 1,650 parlanti (2004). Province di Napo e Morona-Santiago. Anche conosciuti come: Huaorani, Waodani, Huao.

Alfabetizzazione (percentuale della popolazione maggiore di 15 anni in grado di leggere e scrivere, al 2003):
- totale: 91%
- uomini: 92.3%
- donne: 89.7%